# Kościół św. Antoniego i klasztor Bernardynów w Witebsku
Kościół św. Antoniego i klasztor Bernardynów w Witebsku – nieistniejący kościół i klasztor Bernardynów znajdujący się przy Placu Ratuszowym w Witebsku.

## Historia
W 1676 roku wojewoda witebski Jan Antoni Chrapowicki wybudował drewniany klasztor Bernardynów. W 1708 roku spłonął w wyniku działań wojennych. Po zakończeniu wojny północnej kościół i klasztor odbudowano staraniem wojskiego witebskiego Michała Chotolskiego Szpaka. Podczas pożaru Witebska w 1733 roku spłonął ponownie. 
W 1737 roku rozpoczęła się budowa murowanego kościoła i klasztoru ufundowanego przez podkomorzego witebskiego Kazimierza Sakiewicza i jego żonę Teklę z Larskich. W 1768 roku kościół św. Antoniego Padewskiego został konsekrowany przez biskupa sufragana białoruskiego Feliksa Towiańskiego. W 1832 roku skasowano klasztor Bernardynów. W 1843 świątynia została kościołem parafialnym i funkcjonowała do 20. lat XX wieku. Zdewastowany klasztor w 1855 roku stał się własnością instytucji państwowych. W latach 40. XX wieku został zniszczony postanowieniem specjalnego dekretu. 
Władze sowieckie zamknęły kościół i próbowały dostosować go na potrzeby państwowe. Znajdowała się w nim sala sportowa, zamierzano przekazać go Uniwersytetowi Medycznemu, przez kilka lat mieściło się w nim „muzeum ateizmu”, w którym ukrywano relikwie Eufrozyny Połockiej. Budynek został zniszczony podczas II wojny światowej (zburzono szczyty wież), a następnie wysadzony w powietrze przez sowietów w 1952 (1961?) roku. Na jego miejscu wybudowano fontannę. 
W końcu 2015 roku bp Oleg Butkiewicz ogłosił, że otrzymano zgodę od Ministerstwa Kultury Białorusi na odbudowę zburzonego przez sowietów kościoła św. Antoniego Padewskiego. Fundusze na odbudowę zbiera reaktywowana w 2001 roku parafia św. Antoniego z Padwy w Witebsku.

## Galeria

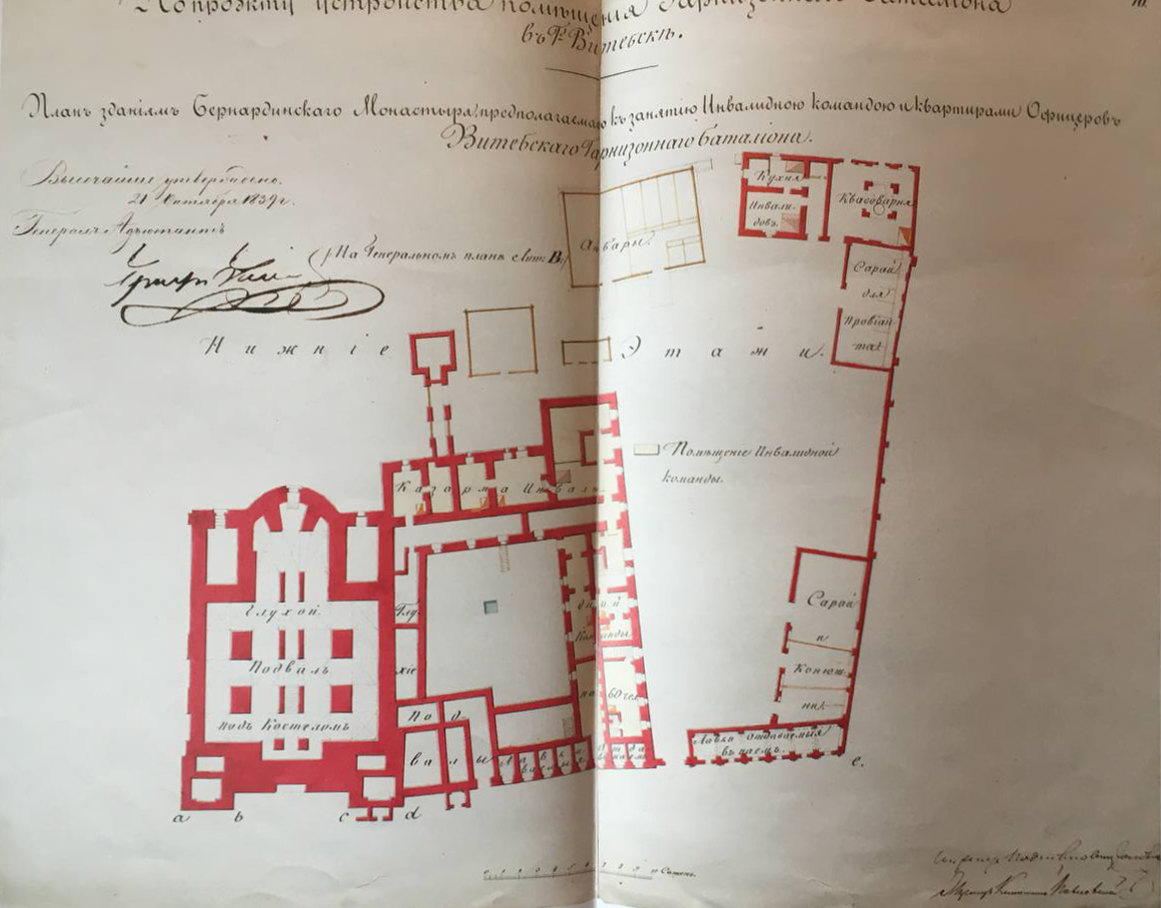
Fasada i plan kościoła i klasztoru w XIX wieku
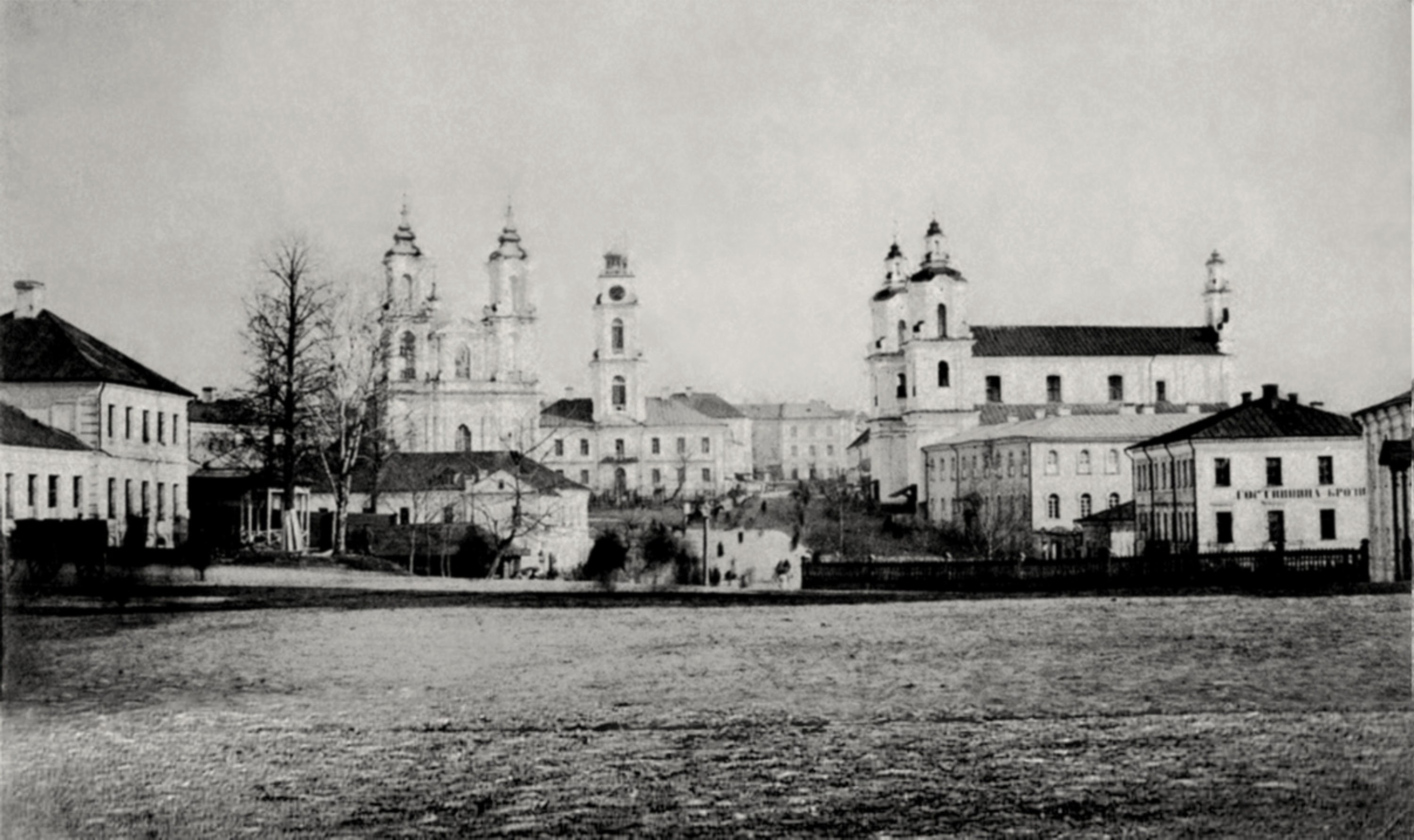
Kościół w 1867 roku
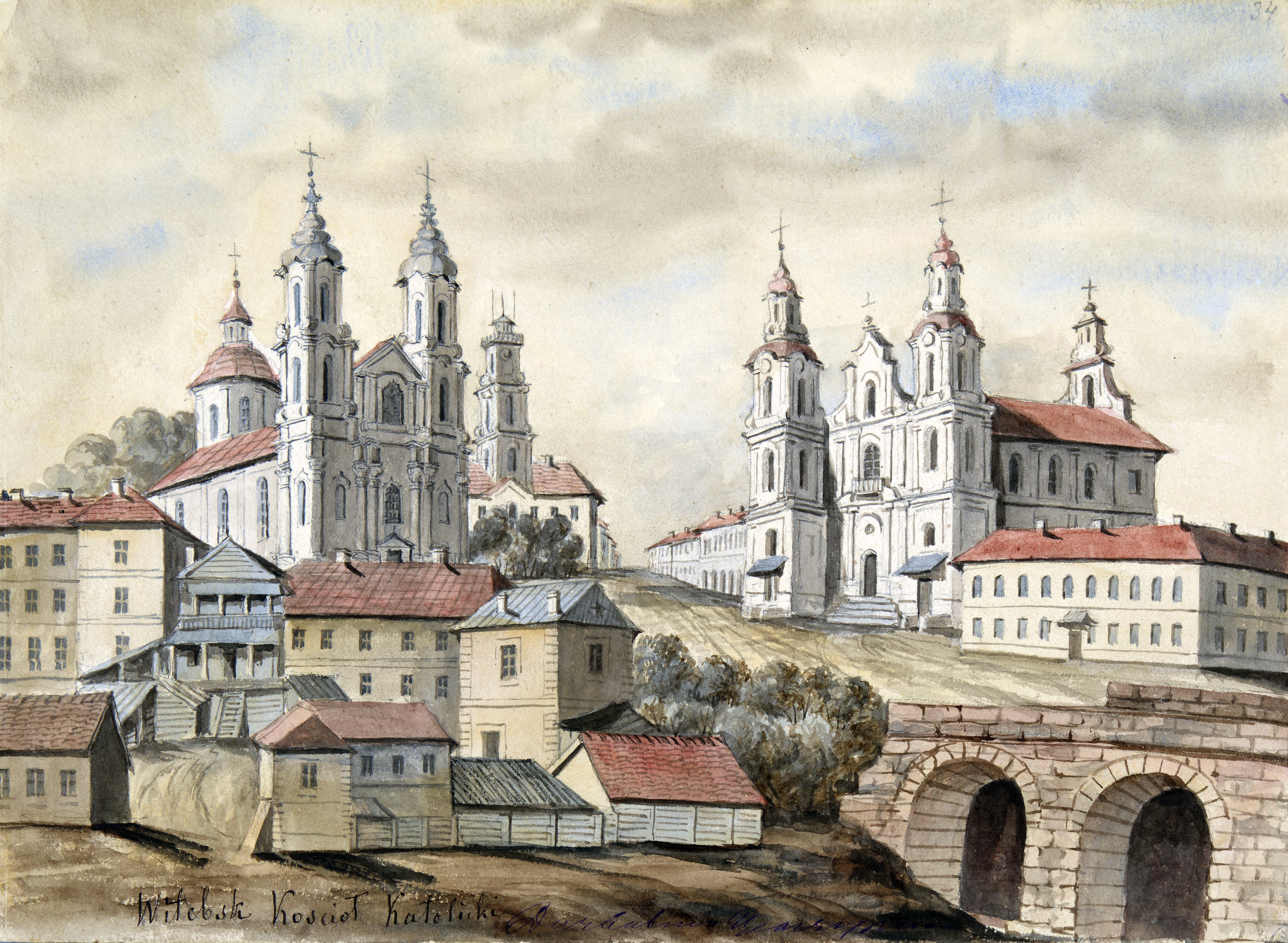
Kościół i klasztor (po prawej) na obrazie Napoleona Ordy w 1875 roku
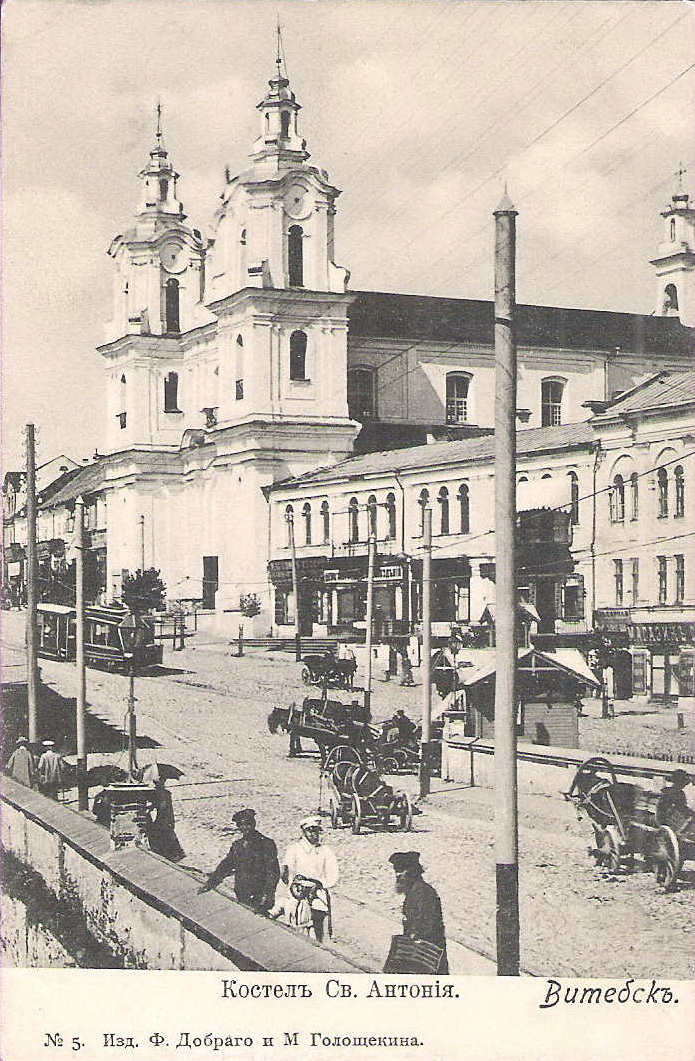
Kościół w 1910 roku
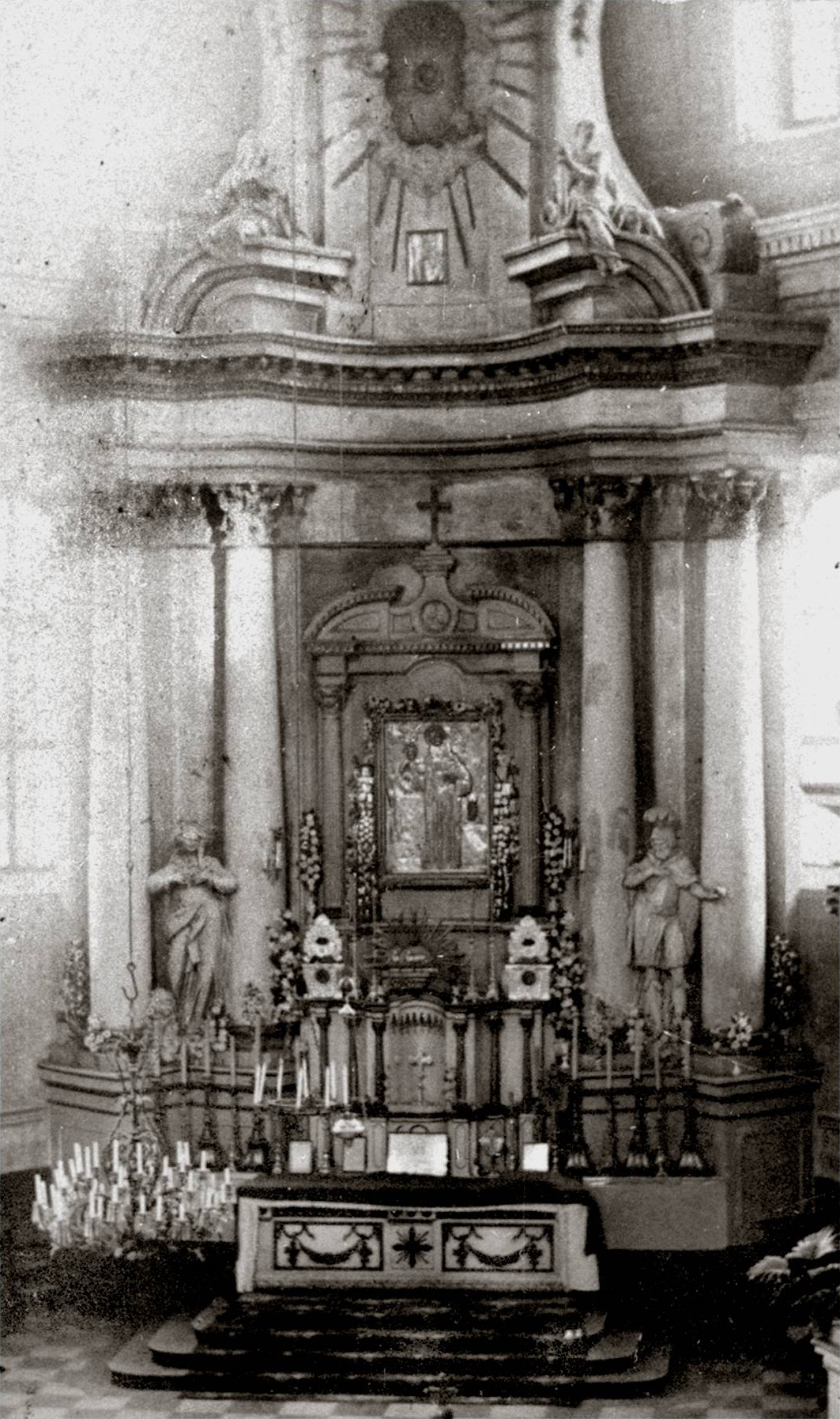
Ołtarz główny